# Mrs. Jones' Birthday
Mrs. Jones' Birthday er en amerikansk stumfilm fra 1909.